# One Love, One Rhythm
The 2014 FIFA World Cup Official Album
Albums de Coupe du monde de la FIFA
Listen Up!
(2010)
One Love, One Rhythm ou One Love, One Rhythm: The 2014 FIFA World Cup Official Album est une compilation réunissant divers artistes et réalisée pour promouvoir la Coupe du monde de football de 2014. Sorti le 12 mai 2014, l'album contient notamment la chanson officielle de la Coupe de monde de 2014, We Are One (Ole Ola), ainsi que l'un des thèmes officiels, Dare (La La La).

## Liste des pistes
1. Pitbull Feat. Jennifer Lopez & Claudia Leitte – We Are One (Ole Ola) [00:03:43]
2. Santana & Wyclef Feat. Avicii & Alexandre Pires – Dar Um Jeito [00:03:48]
3. Arlindo Cruz – Tatu Bom De Bola (the Official 2014 Fifa World Cup Mascot Song) [00:03:21]
4. Ricky Martin – Vida (Spanglish Version) [00:03:26]
5. Aloe Blacc X David Correy – the World is Ours (Coca-Cola 2014 World#s Cup Anthem) [00:02:55]
6. Psirico – Lepo Lepo [00:03:21]
7. Sérgio Mendes & Carlinhos Brown – One Nation [00:03:32]
8. Shakira – La La La (Brazil 2014) (Feat. Carlinhos Brown) [00:03:17]
9. The Isley Brothers with Studio Rio – It’s Your Thing (Studio Rio Version) [00:03:07]
10. Bebel Gilberto and Lang Lang – Tico Tico [00:02:48]
11. Adelen – Ole (Stadium Anthem Mix) [00:03:20]
12. Magic! – this is Our Time (Agora E A Nossa Hora) [00:03:08]
13. Baha Men – Night & Day (Carnival Mix) [00:03:54]
14. Rodrigo Alexey Feat. Preta Gil – Go, Gol [00:02:59]
15. Mika Nakashima × Miliyah Katō – Fighter (Tachytelic World Cup Brazil 2014 Remix) [00:04:51]
16. Pitbull Feat. Jennifer Lopez & Claudia Leitte – We Are One (Ole Ola) [00:03:58]
17. Tatu Bom de Bola (The Official 2014 FIFA World Cup Mascot Song) [DJ Memê Radio Edit] [Bonus Track] [00:03:46]

## Historique des sorties
Date de sortie pour la France : 12 mai 2014
Date de sortie aux États-Unis : 13 mai 2014
Date de sortie en Allemagne : 8 juillet 2014